# Movimiento Familiar Cristiano
El Movimiento Familiar Cristiano conocido en diversos países como MFC en español) CFM (en inglés) es una organización civil, con fines educativos, autogestionada, autofinanciada, sin fines de lucro, afiliados a la Iglesia Católica y con presencia en múltiples países, de los diversos continentes.
La formación que promueve es la participación activa y vivencia de los valores impulsados y orientados por la Doctrina Social de la Iglesia, tanto valores humanos y cristianos, familiares y personales, para los católicos y personas de buena voluntad, los apliquen en su vida diaria, en los aspectos político, social, económico y laboral. 
Su misión es "promover el matrimonio centrado en Cristo y la vida familiar; ayudar a las personas y sus familias a vivir la fe cristiana en la vida cotidiana; y mejorar la sociedad a través de acciones de amor, servicio, educación y ejemplo".

## Sistema de acompañamiento y aprendizaje
El Método de formación es para aprender haciendo, pero acompañados por sus hermanos y asesores eclesiales. El método es sistemático, progresivo e integral, bajo la óptica del "Método Ver, Juzgar y Actuar". El sistema básico es el mismo para todos los países, sin embargo, las adecuaciones de cada país, es una realidad.  
Son pequeños grupos de matrimonios, (de 5 a 7 miembros), apoyados por un guía y un libro y un programa, que se reúnen periódicamente (semanal o quincenalmente), ya sea en sus casas o parroquias, donde previamente estudian un tema en su libro, lo dialogan, contestan preguntas en forma conyugal, luego en la reunión, lo discuten en el equipo. Las reuniones en unos países van acorde al ciclo escolar, por tres años consecutivos, en los cuales ven 17 temas cada año. Los miembros discuten lo que han observado en forma personal, conyugal, familiar, vecinal y social; luego juzgan lo que han observado bajo la luz de los estándares de la vida y las enseñanzas de Jesús. Después de estas preguntas y conversaciones, se comprometen a acciones que afectarán positivamente a su persona, matrimonio, familias y comunidades, ya sea de manera grande o pequeña. Este método ha llevado a la acción en áreas tales como "Casas hogares, ministerio penitenciario, patrocinio de refugiados, educación religiosa y asesoramiento de pareja, jóvenes, madres responsable de familia y más. Los programas incluyen retiro anual, convivencias, misas y otras actividades en pro de los valores bíblicos.
Los temas están estructurados bajo el método: Ver - Juzgar - Actuar, acorde a los diversos programas provistos por la Oficina Nacional de MFC. Joseph Cardijn, fundador del Movimiento de Jóvenes Trabajadores Cristianos en Bélgica, fue el creador del método de Observar - Juzgar - Actuar (también conocido como el Método Jocista). [3] Algunos programas (dependiendo del país) son: 
- Ciclo básico de formación conyugal
- Ciclo básico de formación Juvenil
- Ciclo básico de formación para Madres Responsables de Familia
- Formación para Divorciados Vueltos a Casar
- Formación de padres de familia
- Formación para novios

Una vez que se cursa la formación básica, la formación continúa como servidor de los nuevos integrantes. Cada estructura de servicio está organizado y apoyados con libros "el ser y Hacer" del equipo de sector, del equipo diocesano, del equipo nacional. El MFC edita sus propios libros.  
En cada país, se cuenta con una estructura organizacional que a su vez, cuenta con Misión, Visión, Valores, Objetivo General, Objetivos Específicos, Carisma, mística, página web, himno, libros propios, estandarte, logo, miembros, respaldo de las asociaciones hermanas y la asociación continental y mundial, así como el respaldo de miembros del clero (sacerdotes y obispos). 

## Movimiento Familiar Cristiano en Norteamérica

### Historia
Los primeros grupos de CFM (Cristian Familiar Movement) comenzaron a principios de la década de 1940 en South Bend, Indiana y Chicago, Illinois. Burnie Bauer y su esposa Helene formaron un grupo de Jóvenes Estudiantes Cristianos en 1940. Comenzaron a incluir parejas en su grupo donde usaron el Método Jocista (ver- juzgar - actuar) para ayudar a las parejas casadas jóvenes con sus problemas tratando de concentrarse en tener un Matrimonio centrado en Cristo. Pat Crowley y otros seis hombres comenzaron a reunirse en una oficina legal en Chicago en febrero de 1942 para discutir el papel de los laicos en la comunidad de la iglesia. Usando el Método Jocista, comenzaron a enfocar sus discusiones en la relación del esposo y la esposa en relación con la iglesia. El grupo organizó un día de recolección de esposos en 1943 que marca el comienzo de la Conferencia de Cana. Las esposas de estos hombres comenzaron a formar un grupo que dio origen a la Conferencia Pre-Cana (la conferencia de la Iglesia Católica para parejas comprometidas). El Movimiento Cristiano de la Familia nació cuando Burnie y Helene Bauer y Pat y Patty Crowley se conocieron en la Conferencia de Cana en agosto de 1948. Los primeros capellanes de CFM en Chicago, fueron el P. Louis Putz y Mons. Reynold Hillenbrand, que acompañó a Pat y Patty Crowley.   
El Movimiento de la Familia Cristiana tuvo su primer seminario nacional en junio de 1949, donde estuvo representado por 59 delegados de 11 ciudades diferentes. Pat y Patty Crowley fueron elegidos por primera vez para ser la pareja de secretarios ejecutivos donde lideraron el movimiento durante los próximos 20 años. MFC se había convertido en un movimiento nacional. Esto se demostró a través de su primera publicación (ACT), su reconocimiento oficial por parte de la iglesia y la forma en que los grupos MFC de otras ciudades pudieron comunicarse entre sí. El primer programa de MFC se llamó For Happier Families y se distribuyó a más de 2,500 grupos en el lapso de un año.
El MFC se movió a través del país a un ritmo rápido en la década de 1950. En la década de 1960, CFM incluso causó la formación de organizaciones nuevas como la Fundación para la Cooperación Internacional (FIC) y Christian Family Mission Vacation. El siguiente gran movimiento de MFC fue la formación de la Confederación Internacional de Movimientos Familiares Cristianos (ICCFM) en 1966, que colocó a MFC en más de 50 naciones.
Los miembros de MFC en 1975 escribieron y probaron una campaña de concientización de drogas centrada en la familia que fue publicada por el Departamento de Salud, Educación y Bienestar. También trabajaron juntos en el manuscrito de Bishop's Call the Action sobre la "Familia". Los miembros se unieron a la Conferencia sobre Familias de la Casa Blanca y pudieron presentar ocho documentos de posición en 1979 y 1980. MFC e ICCFM contribuyeron al consejo del Papa Juan Pablo II sobre asuntos relacionados con la familia.

### MFC en español en Estados Unidos
Por otro lado el Movimiento Familiar Cristiano se desarrollaba en otras regiones y países del mundo. El MFC de México, cruzó la frontera hacia Estados Unidos, miembros que lo conocían en México, lo empezaron a utilizar en Estados Unidos, y a organizarse, primeramente en California, en Los Ángeles, en San Bernardino, después a Las Vegas Nevada y otros estados. Inicialmente pertenecían al MFC-México donde se congregaban con sus dirigentes y utilizaban los libros de México. 
En paralelo, otras agrupaciones de Norteamérica, conociendo al MFC de México, optaron por organizarse de manera independiente y autónoma, creando sus propios libros.  

### Organización MFC Norteamérica
El Movimiento Familiar Cristiano está presente en Estados Unidos y Canadá, y consta de cuatro asociaciones que son:
- El Movimiento Familiar Cristiano en español: CFM-USA,[4]
- El Movimiento Familiar Cristiano en inglés MFCC-USA[5] y
- El Movimiento Familiar Cristiano en los Ángeles MFC-Los Ángeles.[6]
- El Movimiento Familiar Cristiano en Canadá MFC-CAN

Las tres organizaciones estadounidenses reflejan la iglesia estadounidense es cada vez más multicultural y multilingüe. 
El MFC tiene menos miembros el de habla inglesa que en décadas pasadas. El crecimiento en el MFC en la comunidad católica en español es robusto.

## Movimiento en Latinoamérica

### Historia
El MFC, inició en Argentina apoyado por el padre Pedro Richard, que acompaña a Hortensia y Federico, Soneira, Malena y Juan Pedro Gallinal, Ana María y Adolfo Gelsi, un grupo de matrimonios a organizarse, auto educarse, aplicar el Método ver-Juzgar y actuar, y vivir los valores cristianos en la familia. Una vez que se sintieron  suficientemente bien organizados, presentan para su aprobación el 13 de diciembre de 1948, ante el Arzobispo de Buenos Aires, Cardenal Santiago Copello, lo relacionado para la constitución del Movimiento Familiar Cristiano, mismo que fue aprobado. Luego llevaron al MFC a Uruguay. El 30 de junio de 1957, se formó la asociación de países del MFC Latinoamérica, llamado Secretariado, donde los Soneira, fueron los primeros presidentes, apoyados por el padre Richards. A su vez fue aprobado por el Consejo Episcopal Latinoamericano (CELAM). El matrimonio presidente latinoamericano (PRELA) actual (periodo 2022-2026) es el conformado por Carolina Toscano y Yorguin Gómez pertenecientes al MFC en Colombia.  

### México
En Ciudad de México en 1956, ya había dos grupos que se reunían para formarse como esposos. Uno dirigido por el padre Francisco Marín S.J. formado principalmente por matrimonios de Congregaciones Marianas. Rápidamente sumaron 100 matrimonios. El segundo grupo era dirigido por el padre Luis G. Hernández y que pronto fueron 30 matrimonios, principalmente exmiembros de Acción Católica. En otras ciudades de país también. En agosto de 1958, en una visita a México del padre Richards y los Soneira, visitan Guadalajara, y realizan un retiro, y deciden integrarse y fusionarse al MFC Latinoamérica. México se obtuvo la aprobación episcopal el 5 de noviembre de 1958 gracias al Arzobispo de Guadalajara y Cardenal José Garibi Rivera. 
EL Movimiento Familiar Cristiano en México (MFC-MEX), se organizó en un equipo coordinador Nacional con 7 matrimonios coordinadores nacionales, y luego un matrimonio por región, que a su vez, un matrimonio presidente por cada una de las 81 Diócesis, conformados por representantes por Ciudad  o Sector. Hasta 2010, apoyaban algunas diócesis y sectores en California y Nevada. 
Los presidentes son itinerantes o sea van de una ciudad a otra. Son electos para una gestión de 3 años, con un equipo de apoyo de 6 matrimonios y un sacerdote como asistente espiritual, como signo de la peregrinación en la tierra.
Los servicios iniciales fueron: Formación conyugal y formación para Novios tanto en su vivencia como novios, como preparación para casarse. Después se sumó la formación para jóvenes, luego para adolescentes. La evolución de los tiempos exigieron apoyo para las Madres solas Responsables de Familia (MARES), recientemente, a Divorciados vueltos a casar (DVC). 

### Organización del MFC Latinoamérica
El MFC en Latinoamérica (MFC-LA), está organizado, ya que cuenta con una Asamblea General Latinoamericana (AGLA), que es órgano máximo de la región que asocia a 18 países miembros, que a su vez, eligen por cuatro años, a un Secretariado para Latinoamérica, (SPLA) que es un equipo conformado por el matrimonio presidente latinoamericano (PRELA), apoyado por un sacerdote (asistente eclesial latinoamericano) y matrimonios secretarios latinoamericanos para operar.
En cada país, está acompañado y es apoyado por sacerdotes, las diócesis y el episcopado del país. En 2013, contaba con una membresía de 73,659 matrimonios, 20,977 jóvenes, y adolescentes, 2,441 madres solas responsables de familia.
Los países están organizados geográficamente en tres regiones que son:
1. Zona I-Países del Caribe – Fray Junípero Serra: República Dominicana, Cuba, El Salvador, Guatemala, Honduras y México
2. Zona II-Países bolivarianos- Fray Martín de Porres: Costa Rica, Panamá, Venezuela, Colombia, Ecuador y Perú
3. Zona III-Países del Cono Sur-Santa Rosa de Lima: Argentina, Brasil, Bolivia, Paraguay, Uruguay y Chile.

## MFC Europa

### España
El Movimiento Familiar Cristiano en España, surgió en 1966, como resultado de la fusión de "Los equipos Pio XII", la "Obra apostólica Familiar" y otros movimientos familiares. En 2022 cuenta con presencia en 15 regiones. 
En Europa existe en 8 países, mismos que se reúnen periódicamente en asambleas para discutir temas relevantes y de su interés. y son: Croacia, España, Hungría, Italia, Malta, Portugal, República Checa, Suecia. 

## MFC Internacional

### Historia
El Movimiento Familia Cristiano actualmente tiene presencia y miembros en 43 países de los 5 continentes, con más de 90,000 familias. Las diferentes asociaciones se agrupan bajo la coordinación mundial de la Confederación Internacional de Movimientos Familiares Cristianos (CIMFC en español y ICCFM en inglés) ) que fue formada en Caracas, Venezuela en 1966, con la finalidad de ayudar a sus miembros a vivir sus vocaciones humanas y cristianas y testimoniar los valores esenciales de la familia, basados en la fe según lo anunciado por el Evangelio y propuesta por las enseñanzas de la Iglesia Católica.  
La Confederación está compuesta por tres tipos de miembros que satisfacen los requisitos establecidos en su Constitución. Los miembros con pleno derecho de la Confederación son los Movimientos Familiares Cristianos (MFC) que tienen las siguientes características básicas aun cuando sean llamados por otros nombres: 
1. Están organizados en grupos pequeños de parejas, familias, padres o madres sin pareja, viudas, etc., que intentan hacer genuinas comunidades de familia y trabajar, juntos, con sus asesores espirituales para promover el crecimiento mutuo.
2. Se reúnen regularmente, participando de un proceso formativo de observar, juzgar, y actuar a la luz de la Palabra de Dios.
3. Son testigos y ministros para todas las familias, especialmente para los que están en situaciones difíciles tales como el desamparado y el pobre. Los miembros asociados forman centros u organizaciones laicales que comparten los ideales cristianos de la CIMFC y que están involucrados en trabajar por la familia.

Los miembros de apoyo son aquellas organizaciones o centros que comparten los ideales cristianos de la CIMFC y que están involucradas en el estudio, la investigación y la promoción de la familia.

### Organización
Los países están organizados por región del mundo de la siguiente manera: 
- MFC-África. Conformado un matrimonio presidente electo entre los miembros de 4 países que son: Camerún, Malaui, Nigeria, Uganda.
- MFC-Asia: Conformado un matrimonio presidente electo entre los miembros por 9 países: Corea, Filipinas, India, Japón, Hong Kong, Malasia, Singapur, Sri Lanka, Tailandia.
- MFC-Europa: Conformado un matrimonio presidente electo entre los miembros 9 países: Croacia, España, Hungría, Italia, Malta, Portugal, República Checa, Suecia.
- MFC-Oceanía: Conformado un matrimonio presidente electo entre los miembros de 1 país: Australia.
- MFC-Norteamérica: Conformado un matrimonio presidente electo entre los miembros por 2 países: Estados Unidos y Canadá.
- MFC-Latinoamérica: Conformado un matrimonio presidente electo entre los miembros de 18 países: Argentina, Brasil, Bolivia, Costa Rica  Colombia, Cuba, Chile, Ecuador, El Salvador, Guatemala, Honduras, México, Panamá, Paraguay, Perú, República Dominicana, Venezuela, Uruguay.

El MFC internacional ha designado a dos delegados en la ONU tanto en Viena como en Nueva York.